# مگاکاریوسیت
مگاکاریوسیت (انگلیسی: Megakaryocyte) سلول‌های تک هسته ای پلی پلوئید بزرگی در مغز استخوان هستند که پلاکت‌ها را تولید می‌کنند. شمار این سلول‌ها در مغز استخوان در برخی بیماری‌ها افزایش می‌یابد.